# Sido (rappeur)
Pour les articles homonymes, voir Sido.
Sido, de son vrai nom Paul Hartmut Würdig, né le 30 novembre 1980 à Berlin-Prenzlauer Berg, est un rappeur allemand,,,,,,. Il interprète son nom d'artiste comme acronyme de Superintelligentes drogenopfer (littéralement « victime de drogue super intelligent »). Il servait auparavant d'acronyme pour Scheiße in dein Ohr (littéralement « chie dans tes oreilles »), une phrase issue de sa chanson Terroarr. Sido est actuellement au label Urban/Universal Music Group.
Sido se distingue par ses paroles provocantes et agressives. Il porte souvent un masque argenté en forme de crâne. Il était un des artistes du label berlinois Aggro Berlin, disparu en 2009. Aujourd'hui, le rappeur allemand travaille avec des artistes tels que DJ Desue, X-plosive, soldiuM, et Dillon Cooper.

## Biographie

### Débuts (1997–2002)
Sido est actif depuis 1997. Avec son ami B-Tight, il publie plusieurs EPs et démos sous le nom commun de Royal TS au label de hip-hop underground berlinois Royal Bunker. Lors d'un concert, ils attirent l'attention de Halil, Specter et Spaiche du label Aggro Berlin. Le duo devient alors le premier signé au label.

### Du succès à Aggro Berlin (2003–2008)

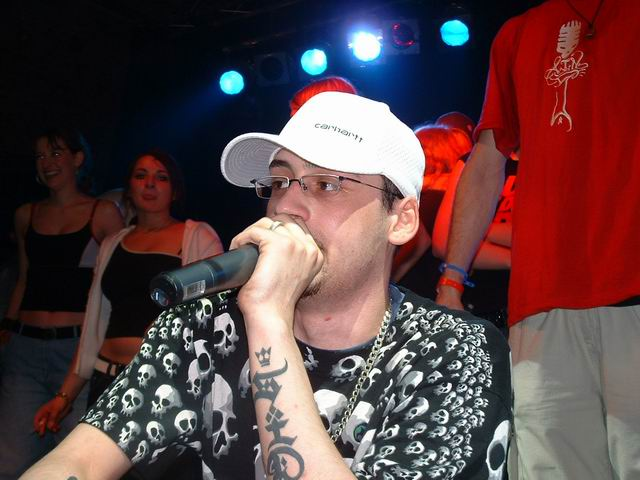
Sido à Stuttgart en 2003.

La carrière solo de Sido est lancée en 2002 avec la chanson Arschficksong extraite du sampler Aggro Ansage Nr. 1, et la chanson Weihnachtssong sur Aggro Ansage Nr. 3, dont le clip passe régulièrement à la télévision.
En 2004, le premier album de Sido, Maske, est publié. Il atteint la troisième place des classements musicaux allemands, se vend à plus de 180 000 exemplaires et est certifié disque d'or. Le single principal, Mein Block atteint la 13e position des classements allemands, le deuxième single Fuffies im Club y atteint la 18e place, et le troisième single Mama ist stolz y atteint la 25e place. L'album original est indexée car elle contient la chanson Endlich Wochenende qui, selon le BPjM, glorifie l'usage de la drogue. L'album est réédité sous le titre Maske X avec la chanson Arschficksong qui remplace Endlich Wochenende. Le clip est également censuré. En septembre la même année, il remporte le prix dans la catégorie « Nouvel arrivant » pour sa chanson Mein Block. Il publie ensuite avec ses collègues de label B-Tight et Fler, deux samplers : Aggro Ansage Nr. 4 et Aggro Ansage Nr. 5 (avec Tony D et G-Hot).
En 2005, Sido joue avec les Brainless Wankers et représente Berlin au Bundesvision Song Contest avec la chanson Mama ist stolz, classée 3e avec 113 points. Il collabore aussi avec le rappeur Harris, en duo sous le nom de Deine Lieblings Rapper. En 2005, ils publient leur premier album Dein Lieblings Album, contenant le single Steh wieder auf.
En décembre 2006, Sido publie son deuxième album, Ich, qui atteint la 4e place des classements allemands, et contient trois singles : Strassenjunge, Ein Teil von mir et Schlechtes Vorbild. Il est certifié disque d'or. En 2007, Sido et B-Tight (alias A.i.d.S. (=Alles ist die Sekte) forment leur label Sektenmuzik et un crew appelé Die Sekte (avec Rhymin Simon et Vokalmatador). Tony D se joint plus tard à eux. Le troisième album de Sido, Ich und meine Maske, est publié en fin mai 2008, et atteint la première place des classements allemands. Les singles Augen auf/Halt dein Maul, Carmen, Herz, Nein! et Beweg dein Arsch sont également classés. En août 2008, Sido participe à la septième saison de l'émission Popstars,  en tant que juré. Le groupe Queensberry est formé après l'émission.

### Depuis 2009

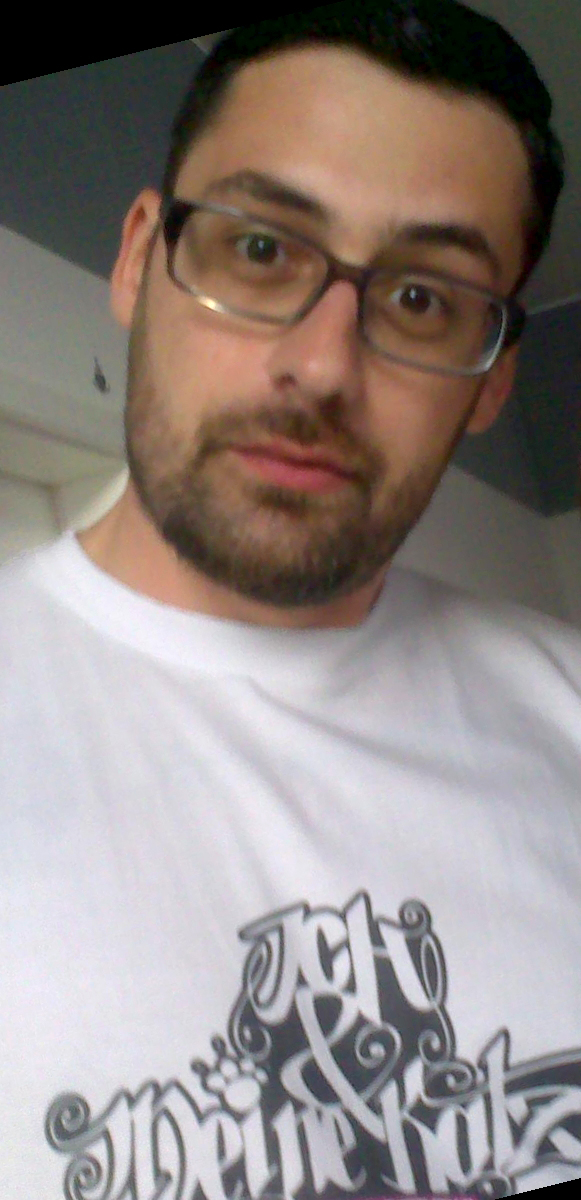
Sido en 2010.

Le label Aggro Berlin ferme ses portes le 1er avril 2009. Sido signe alors avec Urban Records, une division d'Universal Music Allemagne. Le 30 octobre 2009, Sido publie son quatrième album, Aggro Berlin.
En 2011, il participe au film Blutzbrüdaz. En mars 2013, il remporte 300 000 euros à l'émission Absolute Mehrheit,.

## Discographie

### Albums studio
- 2004 : Maske
- 2006 : Ich
- 2008 : Ich und meine Maske
- 2009 : Aggro Berlin
- 2013 : 30-11-80
- 2015 : VI
- 2016 : Das goldene Album
- 2019 : Ich und keine Maske
- 2022 : Paul

### Singles
- Mein Block
- Fuffies im Club
- Arschficksong
- Mama ist stolz
- Straßenjunge
- Aus'm Weg
- Goldjunge
- Weihnachtssong
- Wahlkampf feat. G-Hot
- Mein Testament
- Ficken feat. Tony D & Kitty Kat
- Mach keine Faxen feat. Kitty Kat
- Ein Teil von mir
- Schlechtes Vorbild
- Augen Auf/Halt dein Maul
- Herz
- Carmen
- Beweg Dein Arsch feat. Scooter
- Du bist scheisse
- Frohe Weinachten (Diss gegen Bushido)
- Geboren um frei zu sein
- Bilder im Kopf
- Liebe
- Löwenzahn
- Astronaut feat. Andreas Bourani
- Ackan feat. Dillon Cooper
- 2002 feat. Apache

## Filmographie
- 2009 : Männersache
- 2011 : Blutzbrüdaz
- 2013 : Die Spätzünder 2 – Der Himmel soll warten
- 2015 : Halbe Brüder